# Matías Catalán
Matías Ezequiel Catalán Echevarria (* 19. August 1992 in Mar del Plata) ist ein argentinisch-chilenischer Fußballspieler. Der Außenverteidiger ist seit März 2023 chilenischer Nationalspieler und wurde auf Vereinsebene ein Mal argentinischer Meister.

## Karriere

### Verein
Matías Catalán kam 2011 in die Jugend von San Lorenzo, nachdem er bereits bei den Vereinen Club Al Ver Veras und San Lorenzo (Mar del Plata) in seiner Heimatstadt Mar del Plata ausgebildet wurde. Bei San Lorenzo debütierte Catalán in der Copa Argentina 2011/12 gegen River Plate. Im Torneo Inicial 2013 gewann Catalán mit seinem Klub die Meisterschaft. Bis 2017 stand Catalán bei San Lorenzo unter Vertrag, wurde jedoch 2016 an Atlético de Rafaela und in der Saison 2016/17 an CA San Martín de Tucumán verliehen. Danach verpflichtete ihn der mexikanische Klub Atlético San Luis, der ihn zurück nach Argentinien zu Estudiantes de La Plata verlieh, wo Catalán jedoch keine Spielerlaubnis erhielt.
Ende 2020 einigten sich Catalán und San Luis, mit dem er 2019 aufgestiegen war, auf eine Trennung zum Ende des Jahres und der Rechtsverteidiger schloss sich dem CF Pachuca an. Im Januar 2022 wurde Catalán zurück nach Argentinien an den CA Talleres verliehen. Dort war er unumstrittener Stammspieler und wurde im Februar 2023 fest verpflichtet.

### Nationalmannschaft
Durch seine doppelte Staatsbürgerschaft war Matías Catalán sowohl für Argentinien als auch für Chile spielberechtigt. Er entschied sich für das Land seines Vaters und debütierte im März 2023 für Chile unter Eduardo Berizzo beim Freundschaftsspiel gegen Paraguay, als er beim 3:2-Erfolg in der 96. Spielminute für Felipe Méndez eingewechselt wurde. Seitdem gehört er regelmäßig dem Nationalteam an, er absolvierte weitere Freundschaftsspiele und Weltmeisterschafts-Qualifikationsspiele.

## Erfolge
San Lorenzo
- Primera División: I-2013

Atlético San Luis
- Ascenso MX: 2018/19-A, 2018/19-C